# スカイ・ハイ・オブ・アルシオン王座
スカイハイ・オブ・アルシオン王座は、アルシオンが管理、認定していた王座。

## 歴史
1999年9月23日、アルシオン神戸サンボーホール大会で行われた初代王座決定リーグに優勝したチャパリータASARIが初代王者になった。
王座名はアルシオンの社長であるロッシー小川が敬愛するミル・マスカラスの異称「スカイハイ」にちなんでいる。マスカラスの武器であった空中殺法などの大技を得意とする選手を対象にしていた。
2003年6月22日、アルシオンの解散により封印。
2010年4月3日、小川のプロデュース興行「エストレージャ☆ジャパン」で王座が復活してダーク・エンジェルとプリンセサ・スヘイの試合で勝利したエンジェルにチャンピオンベルトが寄贈された。

## 歴代王者
| 歴代  | 選手                 | 戴冠回数 | 防衛回数 | 獲得日付       | 獲得場所 （対戦相手・その他）                |
| ----- | -------------------- | -------- | -------- | -------------- | -------------------------------------------- |
| 初代  | チャパリータASARI    | 1        | 不明     | 1999年9月23日  | 神戸サンボーホール 浜田文子                  |
| 第2代 | マリー・アパッチェ   | 1        | 不明     | 2000年3月15日  | 後楽園ホール                                 |
| 第3代 | 浜田文子             | 1        | 不明     | 2000年8月12日  | 名古屋市総合体育館 2000年11月9日返上         |
| 第4代 | AKINO                | 1        | 不明     | 2000年12月3日  | 後楽園ホール チャパリータASARI 2001年8月返上 |
| 第5代 | ファビー・アパッチェ | 1        | 2        | 2001年10月27日 | デルフィンアリーナ noki-A                    |
| 第6代 | AKINO                | 2        | 5        | 2002年2月17日  | 後楽園ホール 2003年6月22日封印               |